# Henry Appleton
Henry Appleton (fl. 1650–1654) foi um capitão inglês da marinha e comodoro.

## Biografia
Ele era um citadino e presumivelmente natural de Hull; mas seu nome não aparece em nenhuma lista de oficiais navais durante a guerra civil ou até 26 de setembro de 1650, quando uma ordem foi enviada pelo parlamento ao conselho de estado para nomeá-lo 'como comandante do navio agora a ser construído em Woolwich, ou qualquer outro navio que eles considerem adequado.' Esta é a primeira menção dele até agora conhecida. Que a sua nomeação foi irregular e ofendeu os seus subordinados, oficiais de alguma experiência no mar, e que não teve nem o conhecimento nem a capacidade de fazer cumprir as suas ordens, aparece em toda a sua correspondência, que dá conta da sua navegação em o Leopard de 50 canhões, de sua chegada a Esmirna com o comboio, de sua partida dali em abril de 1651, e de suas sucessivas chegadas a Zante, Messina, Nápoles e Gênova. Em novembro de 1651 ele foi para Leghorn, e imediatamente ao largo daquele porto capturou, ou permitiu que os navios com ele capturassem, um navio francês; assim, ao princípio, ofendendo ao Grão-Duque da Toscana. Depois de ficar um mês em Leghorn, ele partiu para Nápoles e, com o comércio do Levante, navegou novamente para Esmirna, retornando a Leghorn no final de junho de 1652.
A guerra com a República Holandesa havia acabado de estourar, e um esquadrão de quatorze navios de guerra holandeses impossibilitava a saída dos ingleses. A força que Appleton tinha com ele não era mais da metade da dos holandeses, e durante o resto do verão ele não tentou nada além de despachar o Constant Warwick para reforçar o comodoro Richard Badiley, que era esperado em breve na costa da Itália. Em 27 de agosto de 1652, os holandeses souberam que Badiley estava ao largo da ilha de Elba; e escapando com seu esquadrão, agora de dez navios, eles o colocaram em ação, quando, após uma luta que durou daquele dia e no seguinte, eles conseguiram capturar a Fênix. Appleton não fez nenhuma tentativa de ajudar Badiley, alegando depois 'que o Senhor o havia visitado naquela época com uma doença violenta;' ao que Badiley respondeu que ninguém mais sabia disso e que, mesmo que estivesse doente, deveria ter enviado seus navios.
Badiley, após sua derrota, retirou-se para Porto Longone, onde foi bloqueado por parte do esquadrão holandês, a outra parte assistindo Appleton em Leghorn e reequipando o Phoenix. Em 2 de novembro Badiley veio por terra para se comunicar com Appleton, tendo recebido instruções de casa para assumir todo o comando. Parece ter sido então combinado entre eles que, desafiando a neutralidade do porto, deveria ser feita uma tentativa de retomar o Phoenix, que foi executado com sucesso pelo capitão Cox na noite de 20 de novembro, ou, de acordo com New Style, 30 de novembro, quando os holandeses estavam realizando folia bêbada em homenagem a Santo André. O grão-duque ficou ainda mais irritado com a apreensão de Appleton no dia seguinte de um prisioneiro holandês que havia escapado e se colocado sob a proteção de uma sentinela toscana. O duque mandou chamar Appleton, fez dele um prisioneiro próximo em circunstâncias de muita indignidade, e dois dias depois o enviou, ainda prisioneiro, ao comodoro Badiley em Porto Longone, que, realizando um conselho de guerra, o substituiu do comando do Leopardo; tudo o que foi aprovado pelo governo em casa, e foram enviadas ordens para que Appleton retornasse à Inglaterra por terra. Foi, no entanto, decidido por Badiley deixar Appleton no comando do Leopard enquanto os dois esquadrões se combinavam para forçar a passagem pelos holandeses, que haviam convencido o grão-duque a dar aos ingleses uma ordem peremptória para restaurar o Phoenix ou desistir. o Porto.
Appleton foi enviado de volta ao seu navio em Leghorn, e em 1º de março de 1653 Badiley escreveu-lhe para estar pronto para sair para encontrá-lo assim que ele aparecesse no porto. A ideia de Badiley era que os holandeses atacariam qualquer esquadrão que estivesse a sotavento deles, e que o esquadrão de barlavento pudesse apoiá-lo. Eles não o fizeram; mas estando o vento da costa, assim que Appleton estava bem longe do porto em 4 de março, eles caíram sobre ele, e antes que Badiley, que estava a uma distância considerável a sotavento, pudesse se aproximar, o esmagou completamente. Dos seis navios que formavam seu esquadrão, apenas um escapou. O Leopardo defendeu-se vigorosamente, até que finalmente a companhia do navio se recusou a lutar mais e não permitiu que a popa, que o inimigo havia conquistado, fosse explodida; eles apreenderam e desarmaram Appleton, e chamado para trimestre. Ele foi mantido prisioneiro por alguns meses, mas sendo libertado com uma segurança de 5 000 peças de oito, ele voltou para a Inglaterra, queixando-se amargamente de ter sido abandonado e traído. A investigação mostrou que essas queixas eram infundadas e que sua derrota para os holandeses se devia, não a qualquer timidez por parte de Badiley, mas à sua própria pressa imprudente de deixar o porto antes que Badiley estivesse envolvido com os holandeses. Appleton nunca mais foi empregado e desapareceu do registro histórico. mas para sua imprudente pressa em deixar o porto antes que Badiley estivesse envolvido com os holandeses. Appleton nunca mais foi empregado e desapareceu do registro histórico. mas para sua imprudente pressa em deixar o porto antes que Badiley estivesse envolvido com os holandeses. Appleton nunca mais foi empregado e desapareceu do registro histórico.